# Georges Sérès sr.

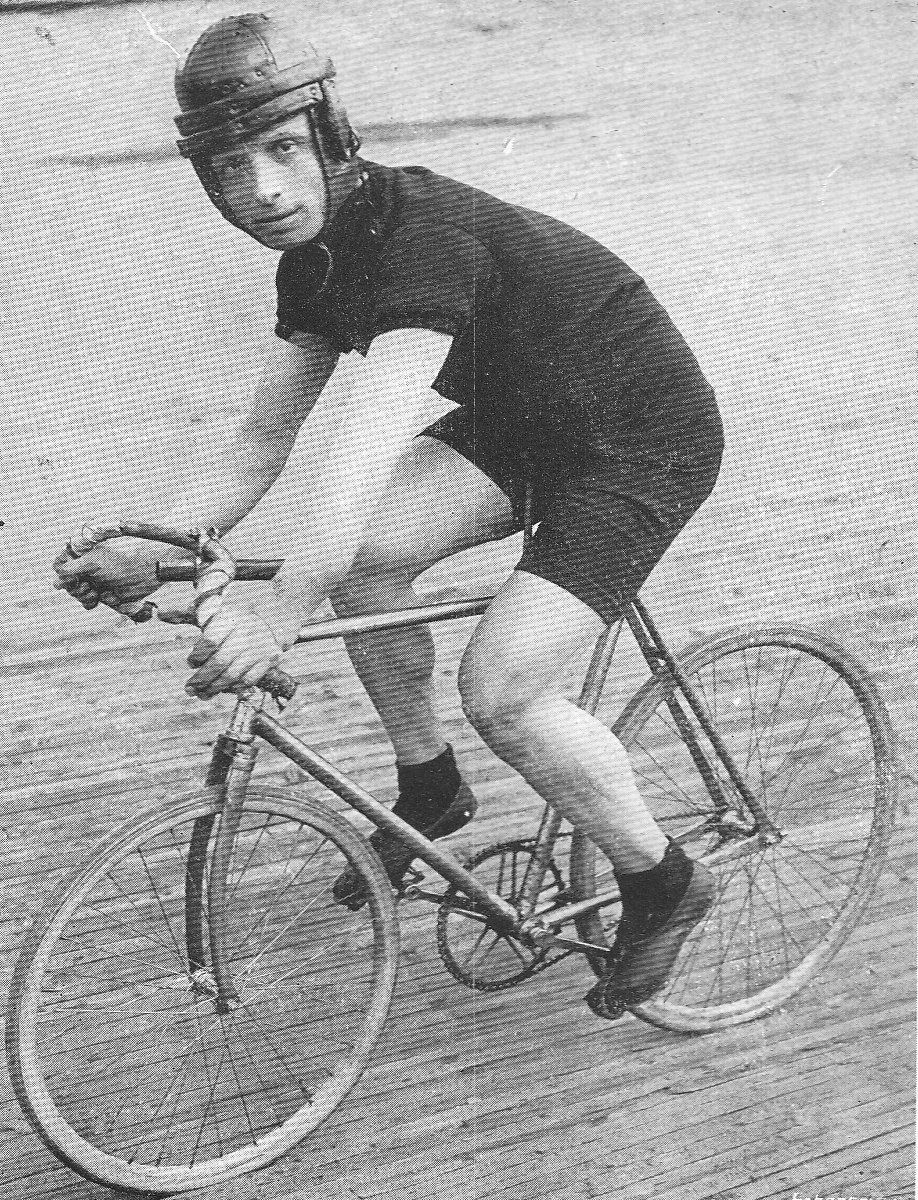
Georges Sérès (1911)

Georges Sérès sr. (* 6. April 1887 in La Romieu; † 26. Juni 1951 in Paris) war ein französischer Radrennfahrer und Weltmeister.
Bevor er Berufsfahrer wurde, war Sérès als Amateur bei Straßenrennen aktiv. Von 1904 bis 1925 war Georges Sérès  Profi-Radrennfahrer. 1918 belegte Georges Sérès beim Straßenrennen Paris–Tours den dritten Platz. In der Folge bestritt er hauptsächlich Steherrennen auf der Bahn und wurde einer der populärsten Sportler Frankreichs. Zwischen 1919 und 1925 wurde er fünfmal Französischer Steher-Meister, 1920 zudem Europameister. 1922 stürzte Sérès bei einem Steherrennen in New Bedford, wurde vom Schrittmacher Arthur Pasquier überfahren und erlitt 17 Knochenbrüche. Schon 1907 hatte er sich bei einem Sturz beide Arme gebrochen, und im Dezember 1925 stürzte er noch einmal auf der Bahn in Marseille, weil sich sein Lenker plötzlich gelöst hatte.
Bei den Bahnradsport-Weltmeisterschaften 1920 in Antwerpen errang Sérès den Titel, 1924 wurde er Vize-Weltmeister und 1925 belegte er Rang drei. Er fuhr auch Sechstagerennen, von denen er drei in Paris gewann: 1921 mit Oscar Egg, 1922 und 1924 mit Emile Aerts.
Sérès Körper war nach Aussagen des Chemnitzer Veranstalters Rolf Seyfarth durch seine zahlreichen Stürze von Narben übersät. Nach einer Typhuserkrankung war er zudem kahlköpfig, weshalb er eine Perücke trug und diese während der Rennen durch eine Wollmütze ersetzte.
Auch seine Söhne, Georges und  Arthur, waren erfolgreiche Radrennfahrer. Georges Sérès jr. fuhr ebenfalls Steherrennen, bei denen er von seinem Vater als Schrittmacher geführt wurde.